# Pisajärvi
Pisajärvi är en sjö i Finland. Den ligger i kommunen Rovaniemi i landskapet Lappland, i den norra delen av landet, 700 km norr om huvudstaden Helsingfors. Pisajärvi ligger 86,1 meter över havet. Den är 2 meter djup. Arean är 84,4 hektar och strandlinjen är 5,62 kilometer lång. Sjön  ingår i Kemi älvs huvudavrinningsområde. 